# Chiesa dell'Annunziata (Castelbuono)
La chiesa dell'Annunziata è un edificio religioso di Castelbuono.

## Storia

### Epoca spagnola
Non è noto il periodo di fondazione di questo edificio, ma si può ipotizzare che non nacque come convento, esisteva già da almeno un secolo nel 1600.
La chiesa sorge all'interno dell'antica cinta muraria del castello, nel 1653 ospita i religiosi della Congregazione Cassinese provenienti da Gangi vecchio.

### Epoca contemporanea
Dal 1943 è annesso alla chiesa l'istituto femminile delle Figlie della Croce.

## Descrizione
Il prospetto esterno dell'edificio è caratterizzato dalla presenza del massiccio campanile romanico su cui però si innesta una cuspide dal sapore prebarocco. Leggiadra e ben curata la decorazione del portale d'ingresso su cui troneggia lo stemma della famiglia Ventimiglia accompagnato a quello degli Spadafora, fu proprio una dama di tale famiglia sposata in Ventimiglia a finanziare l'abbellimento della chiesa e a lasciarvi delle rendite, che ne fanno intuire la ricchezza artistica e il prestigio.
L'interno è di gran lunga sprofondato rispetto al manto stradale della piazza e vi si accede tramite una scalinata. L'aula è unica con abside finale. Le pareti laterali sono arricchite da quattro cappelle con altari. Opere di Giuseppe Salerno e Pietro Novelli si trovano nella chiesa di San Vincenzo Ferreri.

## Opere
- XVI secolo prima metà, Crocifisso, opera attribuita alla bottega di Francesco Trina.

## Monastero - convento
- 1629, edificazione del convento secondo disposizioni testamentarie, strutture destinate a religiosi appartenenti all'Ordine dei carmelitani scalzi.

Nel 1630 creazione a Castelbuono di una grangia dei religiosi benedettini cassinesi del monastero di Gangi Vecchio.